# Samy Colman
Samy Colman (né le 23 avril 1996) est un cavalier marocain de saut d'obstacles. Il participe aux Jeux équestres mondiaux de 2014 à Caen en Normandie, avec sa jument Simara Alia. En 2018, il participe au Saut Hermès et au Morocco Royal Tour.

## Biographie
Il débute l'équitation grâce à son père, en effectuant des promenades à cheval à partir de l'âge de 12 ans, soit assez tardivement. Il participe à son premier concours vers l'âge de 14 ans. Ses débuts en concours sont difficiles durant approximativement un an et demi. Il achète ensuite sa première monture. Il est soutenu par son père dans cet objectif. Il se qualifie aux Jeux équestres mondiaux de 2014 à Tryon, aux États-Unis, avec sa jument Simara Alia. En mars 2017, il décroche le Grand Prix à 1,35 m à Cagnes. Ses résultats de la saison 2017 sont considérés comme encourageants par la Fédération royale marocaine des sports équestres ; cette même année est en effet celle de son accession réelle au niveau international de compétition. Il participe à l'édition 2018 du Saut Hermès à Paris, en mars, avec ses compatriotes Abdelkebir Ouaddar et Soukaina Ouaddar, dans la catégorie des cavaliers de moins de 25 ans, avec Simara Alia. Il participe aussi à l'édition 2018 du Morocco Royal Tour. Il a pour ambition d'obtenir sa sélection aux Jeux olympiques d'été de 2020 à Tokyo.

## Personnalité
Samy Colman se décrit comme doté d'esprit de compétition, et comme travailleur. Il travaille en effet quotidiennement avec les Français Marcel et Simon Delestre ; admirant particulièrement ce dernier, il est aussi fan du pilote allemand Michael Schumacher. Il explique éviter d'entrer en conflit avec ses chevaux.

## Palmarès
- Mars 2017 : vainqueur du CSI1* de Cagnes-sur-Mer[2],[9], à 1,35 m, avec Baloucetta[3].
- Mai 2017 : vainqueur du Grand Prix Top Jeunes Talents (moins de 25 ans) à La Baule (Jumping international de France)[2] avec Simara Alia ; 3e du Grand Prix de saut d'obstacles de Palaiseau[9].
- Septembre 2018 : second du Grand Prix de SM le Roi Mohammed VI du Concours officiel de saut d'obstacles de Tétouan[10]

## Ses chevaux
Il a 4 chevaux pour la saison 2019 : Calva du Fruitier, Vivaldi du Crann, Petit Exito et Simara Alia. Il a une préférence pour les chevaux de petite taille avec beaucoup de sang. D'après lui, Simara a beaucoup de caractère et n'aime pas être contrariée ; de plus, il la monte sans mors, en hackamore.

## Réception
L'entraîneur français Marcel Delestre dit être impressionné par l'équitation de Samy Colman.